# Paola Egonu

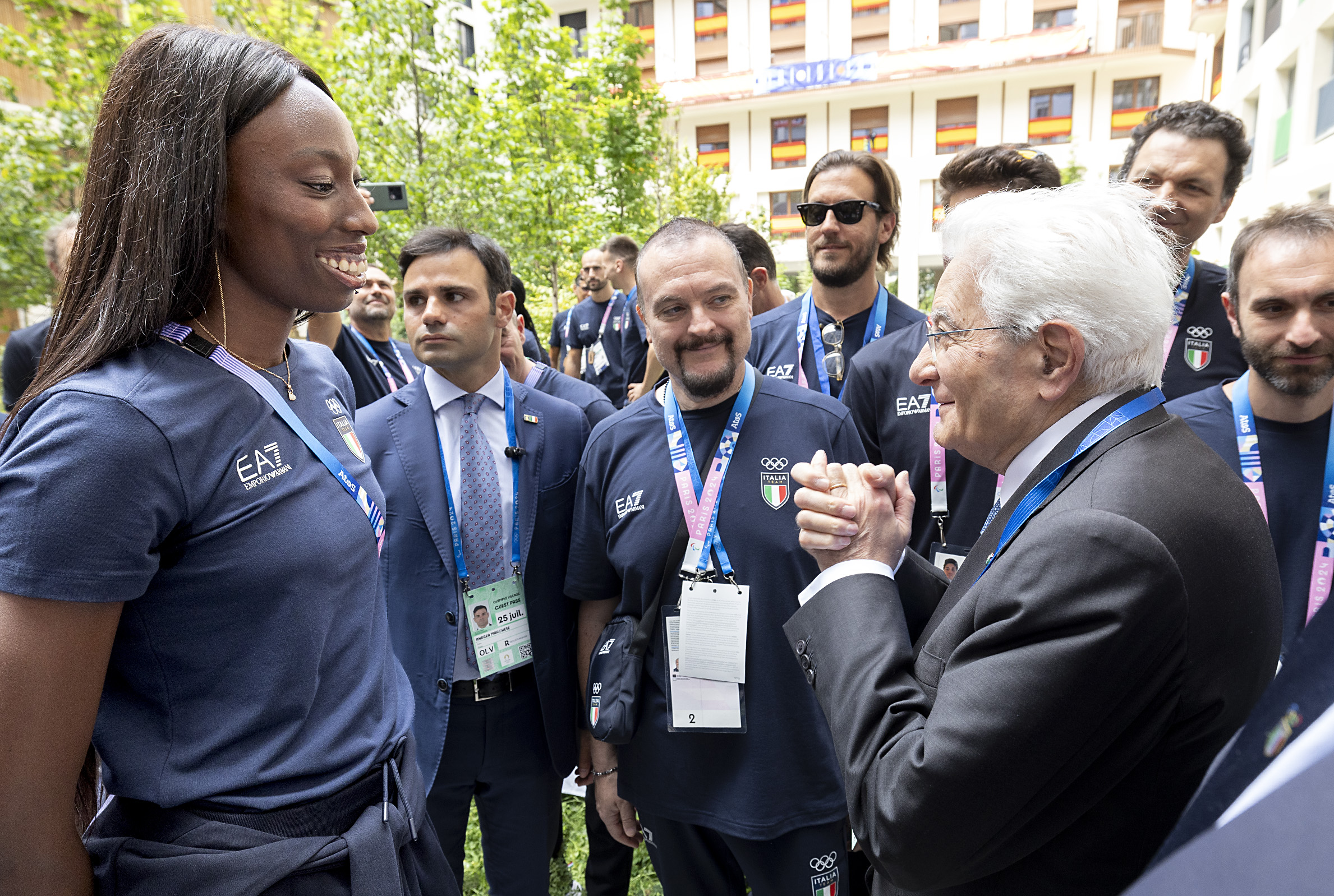
Paola Egonu i prezydent Włoch Sergio Mattarella w wiosce olimpijskiej w Paryżu, 25.07.2024

Paola Ogechi Egonu (ur. 18 grudnia 1998 w Cittadelli) – włoska siatkarka pochodzenia nigeryjskiego, grająca na pozycji atakującej. 
Kiedy była mała wraz z rodzicami przeprowadziła się do Manchesteru, gdzie oboje rodzice pracują w domu opieki. Jej ojciec odpowiada za dyżury personelu medycznego, a mama jest pielęgniarką. Ma młodszego brata i siostrę.
W drugiej połowie 2022 roku jej chłopakiem był siatkarz Michał Filip.
Podczas finałowego meczu Ligi Narodów 2022 pobiła rekord świata. Piłka, którą zaatakowała osiągnęła prędkość 112,7 km/h.
Według portalu siatkarskiego Volleyball World zajęła 1. miejsce jako najlepsza siatkarka w 2024 roku.

## Paola Egonu jako najlepsza punktująca
| Tabela przedstawia najwięcej zdobytych powyżej 30 punktów przez Paolę Egonu w reprezentacji Włoch na następujących meczach międzynarodowych | Tabela przedstawia najwięcej zdobytych powyżej 30 punktów przez Paolę Egonu w reprezentacji Włoch na następujących meczach międzynarodowych | Tabela przedstawia najwięcej zdobytych powyżej 30 punktów przez Paolę Egonu w reprezentacji Włoch na następujących meczach międzynarodowych | Tabela przedstawia najwięcej zdobytych powyżej 30 punktów przez Paolę Egonu w reprezentacji Włoch na następujących meczach międzynarodowych | Tabela przedstawia najwięcej zdobytych powyżej 30 punktów przez Paolę Egonu w reprezentacji Włoch na następujących meczach międzynarodowych |
| Turniej | Część turnieju | Przeciwnik | Wynik | Punkty |
| --- | --- | --- | --- | --- |
| Mistrzostwa Świata 2018 | półfinał | Chiny | 3:2 | 45 pkt |
| Liga Narodów 2019 | pierwsza faza grupowa | Chiny | 2:3 | 40 pkt |
| Liga Narodów 2019 | druga faza grupowa | Chiny | 1:3 | 39 pkt |
| Mistrzostwa Świata 2022 | druga faza grupowa | Brazylia | 2:3 | 37 pkt |
| Liga Narodów 2022 | ćwierćfinał | Chiny | 3:1 | 36 pkt |
| Mistrzostwa Świata 2018 | trzecia faza grupowa | Japonia | 3:2 | 36 pkt |
| Mistrzostwa Świata 2018 | druga faza grupowa | Stany Zjednoczone | 3:1 | 33 pkt |
| Mistrzostwa Świata 2018 | finał | Serbia | 2:3 | 33 pkt |
| Liga Narodów 2019 | pierwsza faza grupowa | Serbia | 3:1 | 32 pkt |
| Mistrzostwa Świata 2022 | pierwsza faza grupowa | Belgia | 3:1 | 31 pkt |
| Mistrzostwa Świata 2022 | półfinał | Brazylia | 1:3 | 30 pkt |
| Mistrzostwa Europy 2017 | faza grupowa | Chorwacja | 3:2 | 30 pkt |
| Mistrzostwa Europy 2017 | faza grupowa | Białoruś | 3:1 | 30 pkt |

| Tabela przedstawia najwięcej zdobytych powyżej 30 punktów przez Paolę Egonu na następujących meczach klubowych | Tabela przedstawia najwięcej zdobytych powyżej 30 punktów przez Paolę Egonu na następujących meczach klubowych | Tabela przedstawia najwięcej zdobytych powyżej 30 punktów przez Paolę Egonu na następujących meczach klubowych | Tabela przedstawia najwięcej zdobytych powyżej 30 punktów przez Paolę Egonu na następujących meczach klubowych | Tabela przedstawia najwięcej zdobytych powyżej 30 punktów przez Paolę Egonu na następujących meczach klubowych | Tabela przedstawia najwięcej zdobytych powyżej 30 punktów przez Paolę Egonu na następujących meczach klubowych |
| Klub | Rozgrywki klubowe                                                                                              | Część rozgrywek                                                                                                | Przeciwnik | Wynik | Punkty |
| --- | --- | --- | --- | --- | --- |
| Imoco Volley Conegliano                                                                                        | Serie A1 (2020/2021)                                                                                           | 1. mecz finałowy                                                                                               | Igor Gorgonzola Novara                                                                                         | 3:2 | 47 pkt |
| Igor Gorgonzola Novara                                                                                         | Serie A1 (2018/2019)                                                                                           | faza zasadnicza                                                                                                | Savino Del Bene Scandicci                                                                                      | 2:3 | 44 pkt |
| Imoco Volley Conegliano                                                                                        | Puchar Włoch (2020/2021)                                                                                       | ćwierćfinał | Unet E-Work Busto Arsizio                                                                                      | 3:1 | 42 pkt |
| Imoco Volley Conegliano                                                                                        | Liga Mistrzyń (2020/2021)                                                                                      | finał | VakıfBank Stambuł                                                                                              | 3:2 | 41 pkt |
| Imoco Volley Conegliano                                                                                        | Liga Mistrzyń (2021/2022)                                                                                      | finał | VakıfBank Stambuł                                                                                              | 1:3 | 39 pkt |
| Imoco Volley Conegliano                                                                                        | Serie A1 (2021/2022)                                                                                           | faza zasadnicza                                                                                                | Megabox Ondulati Del Savio Vallefoglia                                                                         | 3:2 | 39 pkt |
| Igor Gorgonzola Novara                                                                                         | Liga Mistrzyń (2018/2019)                                                                                      | półfinał | VakıfBank Stambuł                                                                                              | 1:3 | 39 pkt |
| Igor Gorgonzola Novara                                                                                         | Liga Mistrzyń (2018/2019)                                                                                      | półfinał | VakıfBank Stambuł                                                                                              | złoty set: 16:14                                                                                               | 39 pkt |
| Imoco Volley Conegliano                                                                                        | Liga Mistrzyń (2020/2021)                                                                                      | ćwierćfinał | Savino Del Bene Scandicci                                                                                      | 3:2 | 38 pkt |
| Imoco Volley Conegliano                                                                                        | Klubowe Mistrzostwa Świata 2019                                                                                | półfinał | VakıfBank Stambuł                                                                                              | 3:2 | 38 pkt |
| Igor Gorgonzola Novara                                                                                         | Serie A1 (2018/2019)                                                                                           | 4. mecz półfinałowy                                                                                            | Savino Del Bene Scandicci                                                                                      | 3:2 | 38 pkt |
| Imoco Volley Conegliano                                                                                        | Serie A1 (2021/2022)                                                                                           | 4. mecz finałowy                                                                                               | Vero Volley Monza                                                                                              | 3:2 | 37 pkt |
| Imoco Volley Conegliano                                                                                        | Puchar Włoch (2020/2021)                                                                                       | finał | Igor Gorgonzola Novara                                                                                         | 3:1 | 37 pkt |
| Imoco Volley Conegliano                                                                                        | Serie A1 (2021/2022)                                                                                           | 2. mecz półfinałowy                                                                                            | Savino Del Bene Scandicci                                                                                      | 3:1 | 36 pkt |
| Imoco Volley Conegliano                                                                                        | Klubowe Mistrzostwa Świata 2021                                                                                | finał | VakıfBank Stambuł                                                                                              | 2:3 | 35 pkt |
| Imoco Volley Conegliano                                                                                        | Serie A1 (2020/2021)                                                                                           | 2. mecz finałowy                                                                                               | Igor Gorgonzola Novara                                                                                         | 3:1 | 35 pkt |
| Igor Gorgonzola Novara                                                                                         | Serie A1 (2018/2019)                                                                                           | faza zasadnicza                                                                                                | Bosca San Bernardo Cuneo                                                                                       | 2:3 | 35 pkt |
| Igor Gorgonzola Novara                                                                                         | Serie A1 (2018/2019)                                                                                           | faza zasadnicza                                                                                                | Imoco Volley Conegliano                                                                                        | 3:1 | 35 pkt |
| Igor Gorgonzola Novara                                                                                         | Puchar Włoch (2017/2018)                                                                                       | półfinał | Saugella Team Monza                                                                                            | 3:2 | 35 pkt |
| Imoco Volley Conegliano                                                                                        | Serie A1 (2021/2022)                                                                                           | faza zasadnicza                                                                                                | Il Bisonte Firenze                                                                                             | 2:3 | 34 pkt |
| Igor Gorgonzola Novara                                                                                         | Serie A1 (2017/2018)                                                                                           | 2. mecz ćwierćfinałowy                                                                                         | Il Bisonte Firenze                                                                                             | 3:1 | 34 pkt |
| VakıfBank Stambuł                                                                                              | Misli.com Sultanlar Ligi (2022/2023)                                                                           | faza zasadnicza                                                                                                | Fenerbahçe Stambuł                                                                                             | 3:1 | 33 pkt |
| Igor Gorgonzola Novara                                                                                         | Serie A1 (2018/2019)                                                                                           | 3. mecz finałowy                                                                                               | Imoco Volley Conegliano                                                                                        | 3:2 | 33 pkt |
| Igor Gorgonzola Novara                                                                                         | Serie A1 (2018/2019)                                                                                           | faza zasadnicza                                                                                                | Bosca San Bernardo Cuneo                                                                                       | 3:2 | 33 pkt |
| Igor Gorgonzola Novara                                                                                         | Serie A1 (2018/2019)                                                                                           | faza zasadnicza                                                                                                | Unet E-Work Busto Arsizio                                                                                      | 3:2 | 33 pkt |
| Imoco Volley Conegliano                                                                                        | Klubowe Mistrzostwa Świata 2019                                                                                | finał | Eczacıbaşı Stambuł                                                                                             | 3:1 | 33 pkt |
| Igor Gorgonzola Novara                                                                                         | Serie A1 (2018/2019)                                                                                           | 2. mecz półfinałowy                                                                                            | Savino Del Bene Scandicci                                                                                      | 3:1 | 33 pkt |
| Igor Gorgonzola Novara                                                                                         | Serie A1 (2018/2019)                                                                                           | 3. mecz ćwierćfinałowy                                                                                         | Il Bisonte Firenze                                                                                             | 3:2 | 33 pkt |
| Igor Gorgonzola Novara                                                                                         | Liga Mistrzyń (2018/2019)                                                                                      | ćwierćfinał | Allianz MTV Stuttgart                                                                                          | 3:1 | 33 pkt |
| Imoco Volley Conegliano                                                                                        | Puchar Włoch (2021/2022)                                                                                       | półfinał | Unet E-Work Busto Arsizio                                                                                      | 3:1 | 32 pkt |
| Imoco Volley Conegliano                                                                                        | Serie A1 (2019/2020)                                                                                           | faza zasadnicza                                                                                                | Igor Gorgonzola Novara                                                                                         | 3:1 | 32 pkt |
| Imoco Volley Conegliano                                                                                        | Serie A1 (2021/2022)                                                                                           | faza zasadnicza                                                                                                | Reale Mutua Fenera Chieri                                                                                      | 3:1 | 30 pkt |
| Imoco Volley Conegliano                                                                                        | Serie A1 (2021/2022)                                                                                           | faza zasadnicza                                                                                                | Unet E-Work Busto Arsizio                                                                                      | 3:2 | 30 pkt |
| Imoco Volley Conegliano                                                                                        | Serie A1 (2021/2022)                                                                                           | faza zasadnicza                                                                                                | Bosca San Bernardo Cuneo                                                                                       | 3:2 | 30 pkt |
| Imoco Volley Conegliano                                                                                        | Liga Mistrzyń (2021/2022)                                                                                      | ćwierćfinał | Vero Volley Monza                                                                                              | 3:1 | 30 pkt |
| Igor Gorgonzola Novara                                                                                         | Liga Mistrzyń (2018/2019)                                                                                      | półfinał | VakıfBank Stambuł                                                                                              | 3:0 | 30 pkt |
| Igor Gorgonzola Novara                                                                                         | Serie A1 (2018/2019)                                                                                           | faza zasadnicza                                                                                                | Èpiù Pomì Casalmaggiore                                                                                        | 1:3 | 30 pkt |
| Igor Gorgonzola Novara                                                                                         | Superpuchar Włoch (2018)                                                                                       | finał | Imoco Volley Conegliano                                                                                        | 1:3 | 30 pkt |
| Igor Gorgonzola Novara                                                                                         | Serie A1 (2017/2018)                                                                                           | faza zasadnicza                                                                                                | Imoco Volley Conegliano                                                                                        | 3:2 | 30 pkt |

## Sukcesy klubowe
Superpuchar Włoch:
- 2017, 2019, 2020, 2021

Puchar Włoch:
- 2018, 2019, 2020, 2021, 2022[10]

Liga włoska:
- 2021, 2022[11]
- 2018, 2019, 2025[12]

Liga Mistrzyń:
- 2019, 2021, 2023[13]
- 2022[14], 2024[15]
- 2025[16]

Klubowe Mistrzostwa Świata:
- 2019
- 2021, 2022[17]
- 2024[18]

Puchar Turcji:
- 2023[19]

Liga turecka:
- 2023[20]

## Sukcesy reprezentacyjne
Mistrzostwa Świata Kadetek:
- 2015

Mistrzostwa Świata Juniorek:
- 2015

Grand Prix:
- 2017

Volley Masters Montreux:
- 2018

Mistrzostwa Świata:
- 2018
- 2022[21]

Mistrzostwa Europy:
- 2021
- 2019

Liga Narodów:
- 2022[22], 2024[23], 2025[24]

Igrzyska Olimpijskie:
- 2024[25]

## Nagrody indywidualne
- 2015: MVP i najlepsza przyjmująca Mistrzostw Świata Kadetek[26]
- 2016: Najlepsza przyjmująca europejskiego turnieju kwalifikacyjnego do Igrzysk Olimpijskich 2016[27]
- 2018: MVP Pucharu Włoch
- 2018: MVP turnieju Volley Masters Montreux
- 2018: Najlepsza atakująca Mistrzostw Świata[5]
- 2019: MVP Super Finału Ligi Mistrzyń
- 2019: MVP Superpucharu Włoch
- 2019: MVP Klubowych Mistrzostw Świata
- 2021: MVP turnieju finałowego Pucharu Włoch
- 2021: MVP Super Finału Ligi Mistrzyń
- 2021: MVP Mistrzostw Europy
- 2022: MVP turnieju finałowego Pucharu Włoch
- 2022: MVP i najlepsza atakująca turnieju finałowego Ligi Narodów
- 2023: MVP finału Pucharu Turcji
- 2024: MVP i najlepsza atakująca turnieju finałowego Ligi Narodów[28]
- 2024: MVP i najlepsza atakująca Igrzysk Olimpijskich w Paryżu[29]
- 2025: Najlepsza atakująca turnieju finałowego Ligi Narodów[30]